# آب‌انبار فخرآباد (بجستان)
آب‌انبار فخرآباد مربوط به دوره قاجار است و در شهرستان بجستان، روستای فخرآباد واقع شده و این اثر در تاریخ ۱۶ اسفند ۱۳۸۴ با شمارهٔ ثبت ۱۴۳۳۸ به‌عنوان یکی از آثار ملی ایران به ثبت رسیده‌است.